# Commenchon
Commenchon est une commune française située dans le département de l'Aisne en région Hauts-de-France.

## Géographie

### Hydrographie

#### Réseau hydrographique
La commune est située dans le bassin Seine-Normandie. Elle est drainée par le ru de Pontoise,.
Librette, d'une longueur de 8 km, prend sa source dans la commune de L'Abergement-Clémenciat et se jette  dans 0 à L'Abergement-Clémenciat, après avoir traversé 0 communes.

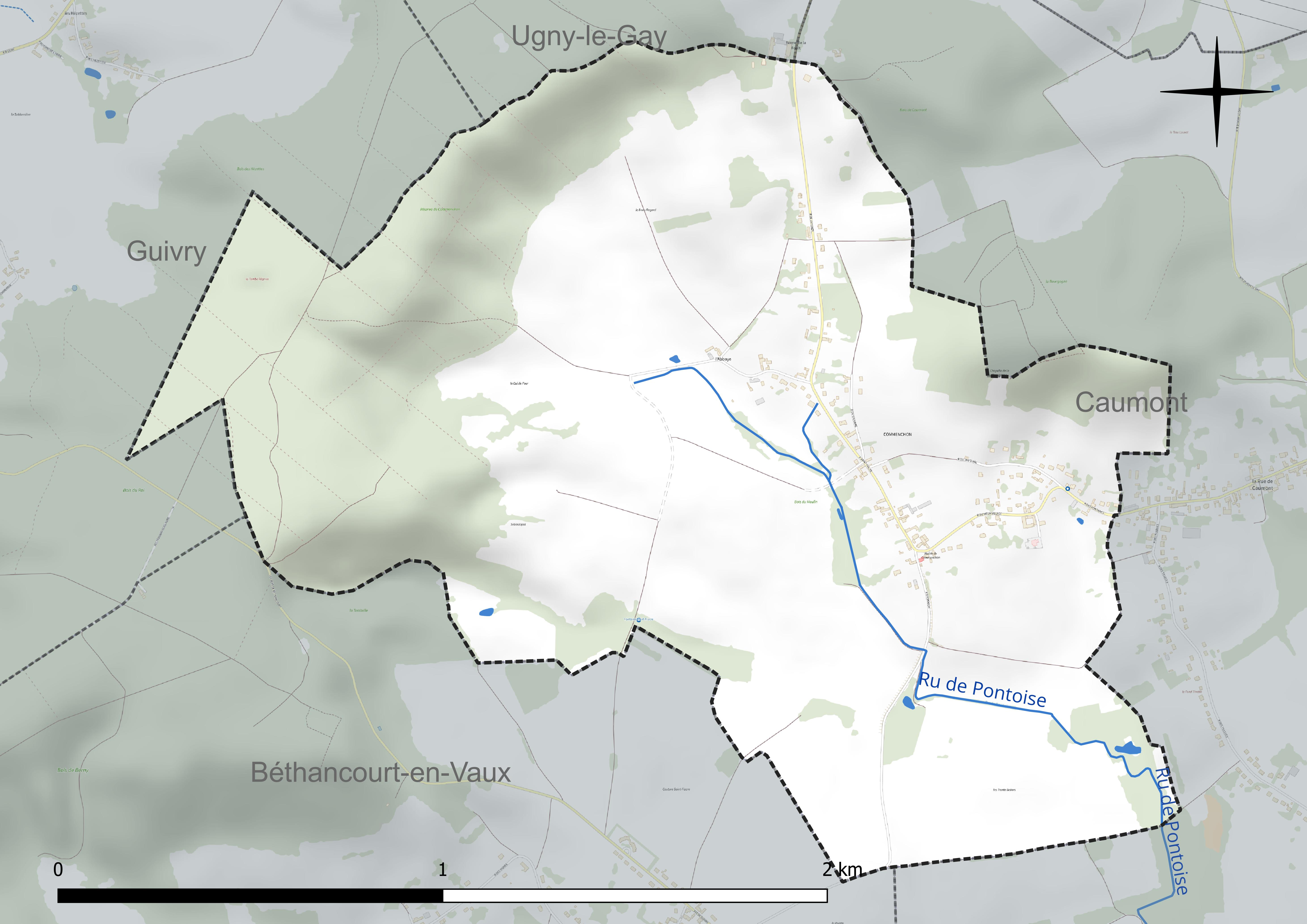
Réseau hydrographique de Commenchon.

#### Gestion et qualité des eaux
Le territoire communal est couvert par le schéma d'aménagement et de gestion des eaux (SAGE) « Oise moyenne ». Ce document de planification concerne un territoire de 1 013 km2 de superficie, délimité par le bassin versant de l'Oise moyenne. Le périmètre a été arrêté le 24 avril 2017 et le SAGE est, en 2024, encore en élaboration. La structure porteuse de l'élaboration et de la mise en œuvre est le syndicat mixte du SAGE Oise-Moyenne (SMOM).
La qualité des cours d'eau peut être consultée sur un site spécial géré par les agences de l'eau et l'Agence française pour la biodiversité.

### Climat
Pour des articles plus généraux, voir Climat des Hauts-de-France et Climat de l'Aisne.
En 2010, le climat de la commune est de type climat océanique dégradé des plaines du Centre et du Nord, selon une étude du CNRS s'appuyant sur une série de données couvrant la période 1971-2000. En 2020, Météo-France publie une typologie des climats de la France métropolitaine dans laquelle la commune est dans une zone de transition entre le climat océanique et le climat océanique altéré et est dans la région climatique Nord-est du bassin Parisien, caractérisée par un ensoleillement médiocre, une pluviométrie moyenne régulièrement répartie au cours de l'année et un hiver froid (3 °C).
Pour la période 1971-2000, la température annuelle moyenne est de 10,4 °C, avec une amplitude thermique annuelle de 15 °C. Le cumul annuel moyen de précipitations est de 736 mm, avec 11,9 jours de précipitations en janvier et 8,8 jours en juillet. Pour la période 1991-2020, la température moyenne annuelle observée sur la station météorologique la plus proche, située sur la commune de Chauny à 5 km à vol d'oiseau, est de 11,1 °C et le cumul annuel moyen de précipitations est de 709,9 mm,. Pour l'avenir, les paramètres climatiques de la commune estimés pour 2050 selon différents scénarios d'émission de gaz à effet de serre sont consultables sur un site spécial publié par Météo-France en novembre 2022.

## Urbanisme

### Typologie
Au 1er janvier 2024, Commenchon est catégorisée commune rurale à habitat dispersé, selon la nouvelle grille communale de densité à 7 niveaux définie par l'Insee en 2022.
Elle est située hors unité urbaine. Par ailleurs la commune fait partie de l'aire d'attraction de Chauny, dont elle est une commune de la couronne,. Cette aire, qui regroupe 23 communes, est catégorisée dans les aires de moins de 50 000 habitants,.

### Occupation des sols
L'occupation des sols de la commune, telle qu'elle ressort de la base de données européenne d'occupation biophysique des sols Corine Land Cover (CLC), est marquée par l'importance des territoires agricoles (62,6 % en 2018), une proportion identique à celle de 1990 (62,6 %). La répartition détaillée en 2018 est la suivante : 
terres arables (50,3 %), forêts (29,7 %), zones agricoles hétérogènes (10,3 %), zones urbanisées (7,7 %), prairies (2,1 %).
L'évolution de l'occupation des sols de la commune et de ses infrastructures peut être observée sur les différentes représentations cartographiques du territoire : la carte de Cassini (XVIIIe siècle), la carte d'état-major (1820-1866) et les cartes ou photos aériennes de l'IGN pour la période actuelle (1950 à aujourd'hui).

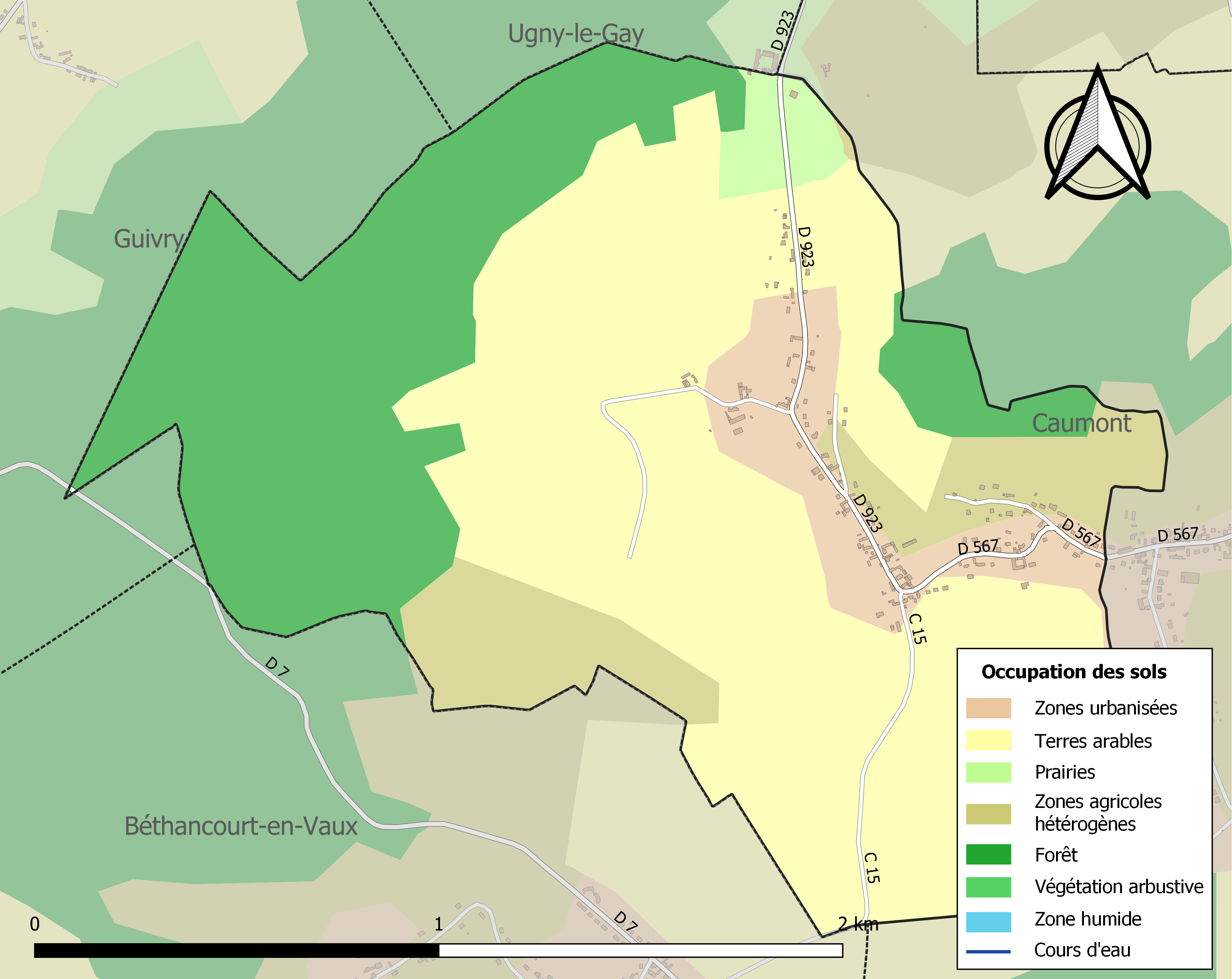
Carte des infrastructures et de l'occupation des sols de la commune en 2018 (CLC).

### Habitat et logement
En 2018, le nombre total de logements dans la commune était de 99, alors qu'il était de 93 en 2013 et de 84 en 2008.
Parmi ces logements, 85,1 % étaient des résidences principales, 4,3 % des résidences secondaires et 10,7 % des logements vacants. Ces logements étaient pour 100 % d'entre eux des maisons individuelles et pour 0 % des appartements.
Le tableau ci-dessous présente la typologie des logements à Commenchon en 2018 en comparaison avec celle de l'Aisne et de la France entière. Une caractéristique marquante du parc de logements est ainsi une proportion de résidences secondaires et logements occasionnels (4,3 %) supérieure à celle du département (3,5 %) mais inférieure  à celle de la France entière (9,7 %). Concernant le statut d'occupation de ces logements, 87,1 % des habitants de la commune sont propriétaires de leur logement (89,2 % en 2013), contre 61,6 % pour l'Aisne et 57,5 % pour la France entière.
| Typologie                                               | Commenchon | Aisne | France entière |
| ------------------------------------------------------- | ---------- | ----- | -------------- |
| Résidences principales (en %)                           | 85,1       | 86,7  | 82,1           |
| Résidences secondaires et logements occasionnels (en %) | 4,3        | 3,5   | 9,7            |
| Logements vacants (en %)                                | 10,7       | 9,8   | 8,2            |

## Toponymie
Le nom de la localité est attesté sous les formes Caumenchon (1153) ; Caumencon (1240) ; Comenchon (1571) ; Notre-Dame-de-Commenchon (1684).

Nom de lieu, voisin de Caumont avec le suffixe diminutif picard -chon.

## Histoire
Selon Leducq, « L'hiver de 1830-1831 fut extrêmement rigoureux, l'été de 1833 très sec et il y eut de mauvaises récoltes en 1847, 1853, 1856, années pendant lesquelles le blé fut cher ; l'hiver de 1854 fut encore rude et le pain cher.
La rigueur de l'hiver de 1870-1871 ajouta à la tristesse de l'invasion allemande ; la neige couvrit la terre en décembre et continua à tomber en abondance ; en janvier le froid reprenait avec intensité.
En 1874 on trouva sur l'emplacement de l'abbaye plusieurs pièces d'or au millésime de 1352, du règne de Jean Le Bon. L'été de cette année fut très chaud et sec et l'hiver de 1879 un des plus rudes du siècle.
Le 28 juillet 1912 une grande fête fut organisée par les communes de Commenchon et de Chauny en l'honneur du général Schérer, ancien ministre de la guerre, mort dans l'abbaye de Commenchon en 1804. Des notables de Chauny accompagnés de quelques sociétés locales et de jeunes chaunoises costumées en Alsaciennes se rendirent à Commenchon. Là, il fut procédé à l'inauguration du monument élevé à la mémoire du vainqueur de Loano et plusieurs discours patriotiques furent prononcés, ainsi qu'à Chauny, dont un par M. Castelin, député. ».

## Politique et administration

### Rattachements administratifs et électoraux

#### Rattachements administratifs
La commune se trouve dans l'arrondissement de Laon du département de l'Aisne.
Elle faisait partie depuis 1793 du canton de Chauny. Dans le cadre du redécoupage cantonal de 2014 en France, cette circonscription administrative territoriale a disparu, et le canton n'est plus qu'une circonscription électorale.

#### Rattachements électoraux
Pour les élections départementales, la commune fait partie depuis 2014 d'un nouveau canton de Chauny
Pour l'élection des députés, elle fait partie de la quatrième circonscription de l'Aisne depuis le dernier découpage électoral de 2010.

### Intercommunalité
Commenchon était membre de la communauté de communes Chauny-Tergnier, un établissement public de coopération intercommunale (EPCI) à fiscalité propre créé fin 1999  et auquel la commune avait transféré un certain nombre de ses compétences, dans les conditions déterminées par le code général des collectivités territoriales.
Dans le cadre des dispositions de la loi portant nouvelle organisation territoriale de la République du 7 août 2015, qui prévoit que les établissements publics de coopération intercommunale (EPCI) à fiscalité propre doivent avoir un minimum de 15 000 habitants, cette intercommunalité a fusionné avec la communauté de communes des Villes d'Oyse pour former, le 1er janvier 2017, la communauté d'agglomération Chauny-Tergnier-La Fère dont est désormais membre la commune.

### Liste des maires
| Période                                  | Période                        | Identité             | Étiquette | Qualité                   |
| ---------------------------------------- | ------------------------------ | -------------------- | --------- | ------------------------- |
| Les données manquantes sont à compléter. |                                |                      |           |                           |
|                                          | 1877                           | M. Harlay            |           |                           |
| 1879                                     |                                | M. François          |           |                           |
| Les données manquantes sont à compléter. |                                |                      |           |                           |
| 1995                                     | juillet 2011                   | Jean-Pierre Grégoire |           | Mort en fonction          |
| 12 septembre 2011                        | août 2017                      | François Cukrowski   | DVD       | Retraité Mort en fonction |
| octobre 2017                             | décembre 2022                  | Alain Shnitzer       |           | Démissionnaire            |
| décembre 2022                            | En cours (au 24 décembre 2022) | Arnaud Coquisart     |           |                           |

## Démographie
L'évolution du nombre d'habitants est connue à travers les recensements de la population effectués dans la commune depuis 1793. Pour les communes de moins de 10 000 habitants, une enquête de recensement portant sur toute la population est réalisée tous les cinq ans, les populations de référence des années intermédiaires étant quant à elles estimées par interpolation ou extrapolation. Pour la commune, le premier recensement exhaustif entrant dans le cadre du nouveau dispositif a été réalisé en 2005.

En 2022, la commune comptait 219 habitants, en évolution de +4,29 % par rapport à 2016 (Aisne : −1,97 %, France hors Mayotte : +2,11 %).
| 1793 | 1800 | 1806 | 1821 | 1831 | 1836 | 1841 | 1846 | 1851 |
| ---- | ---- | ---- | ---- | ---- | ---- | ---- | ---- | ---- |
| 205  | 260  | 264  | 283  | 307  | 317  | 301  | 303  | 301  |

| 1856 | 1861 | 1866 | 1872 | 1876 | 1881 | 1886 | 1891 | 1896 |
| ---- | ---- | ---- | ---- | ---- | ---- | ---- | ---- | ---- |
| 276  | 274  | 253  | 253  | 230  | 198  | 197  | 174  | 172  |

| 1901 | 1906 | 1911 | 1921 | 1926 | 1931 | 1936 | 1946 | 1954 |
| ---- | ---- | ---- | ---- | ---- | ---- | ---- | ---- | ---- |
| 165  | 158  | 147  | 129  | 151  | 137  | 134  | 139  | 159  |

| 1962 | 1968 | 1975 | 1982 | 1990 | 1999 | 2005 | 2006 | 2010 |
| ---- | ---- | ---- | ---- | ---- | ---- | ---- | ---- | ---- |
| 144  | 119  | 115  | 144  | 160  | 155  | 166  | 169  | 191  |

| 2015 | 2020 | 2022 | - | - | - | - | - | - |
| ---- | ---- | ---- | - | - | - | - | - | - |
| 209  | 217  | 219  | - | - | - | - | - | - |

## Culture locale et patrimoine

### Lieux et monuments
- Église Notre-Dame
- Abbaye de Saint-Éloi-Fontaine.
- Monument aux morts de la Première Guerre mondiale.
- Mémorial de Barthélemy Schérer.
- Motte de Saint-Éloi-Fontaine[29].

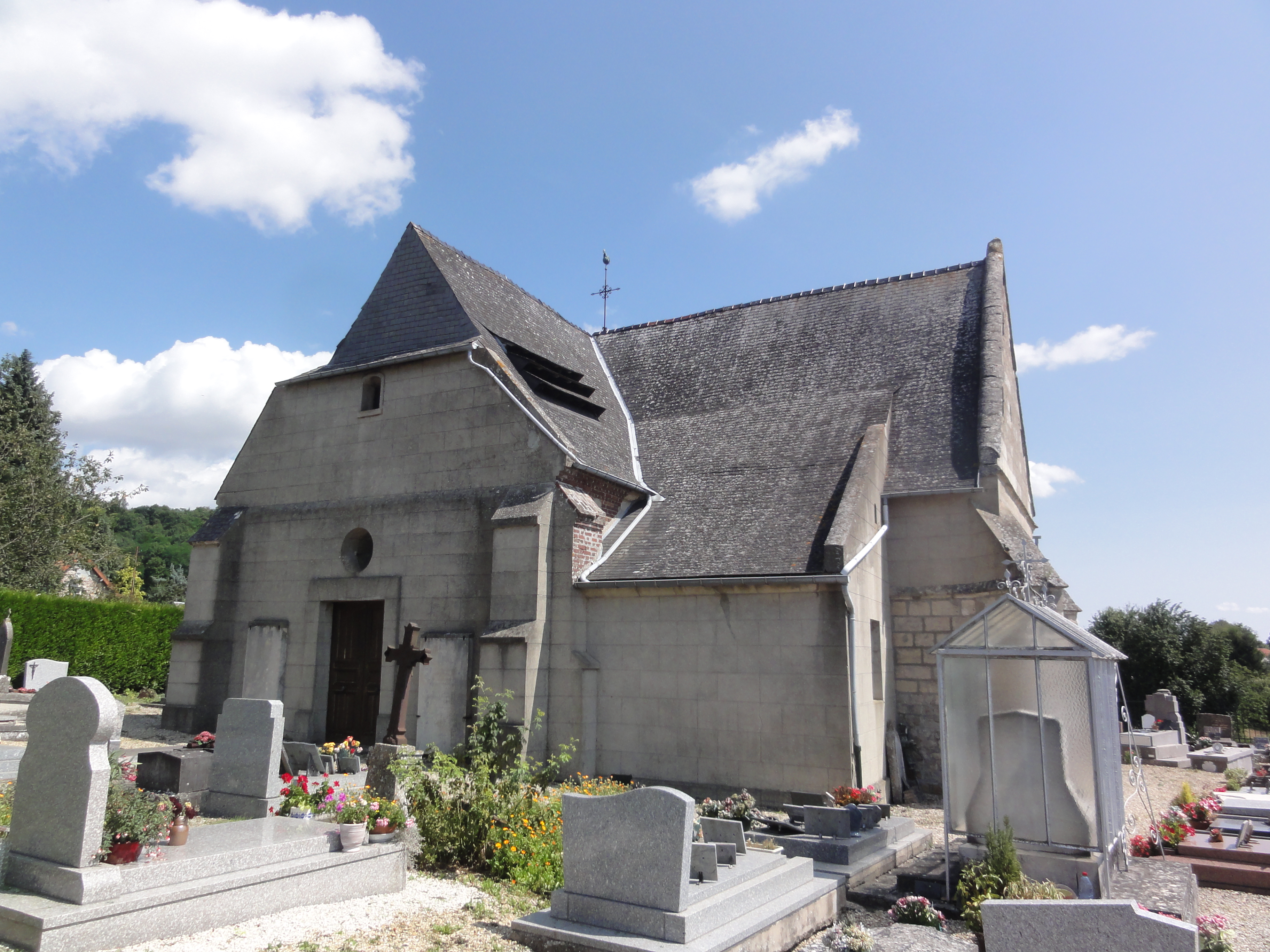
Église Notre-Dame.
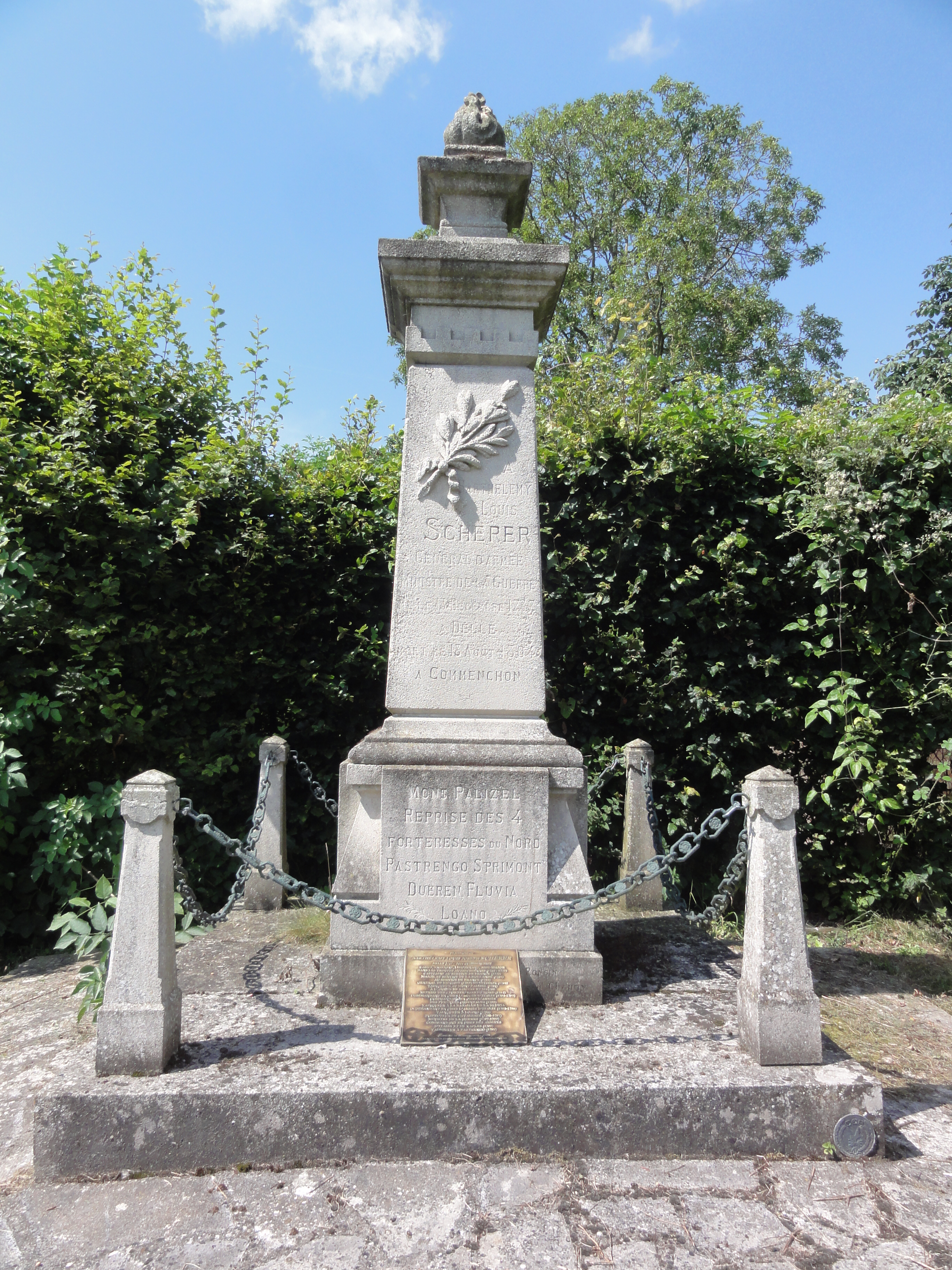
Monument aux morts.
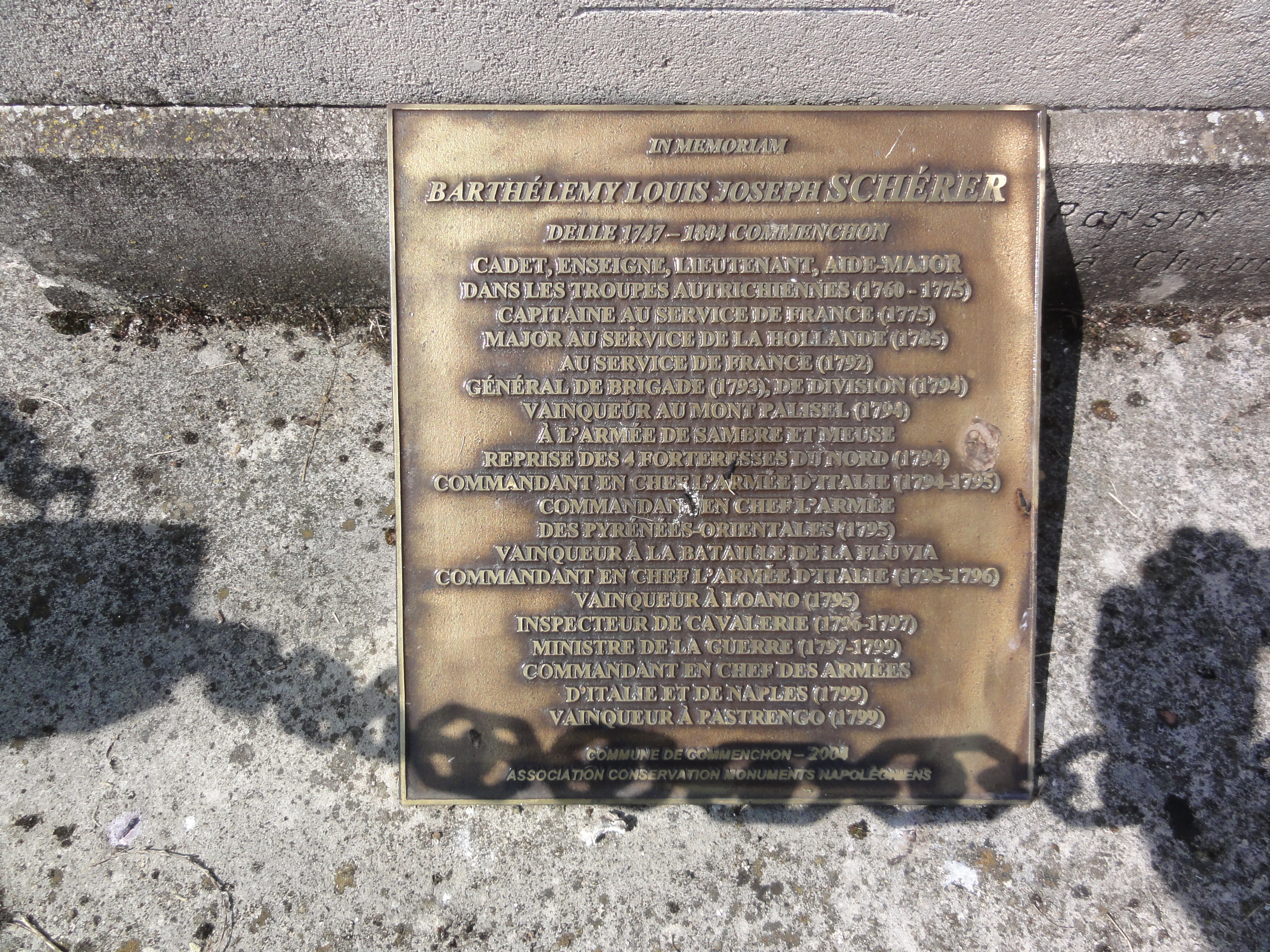
Plaque commémorative du mémorial de Barthélemy Schérer.

### Personnalités liées à la commune
- Barthélemy Louis Joseph Schérer (1747-1804), général de la Révolution française et ministre, mort à Commenchon.
- Antoine Merlin de Thionville (1762-1833), député de la Moselle à la Convention nationale et représentant en mission, s'est retiré dans l'ancienne abbaye de Commenchon pendant le Consulat et l'Empire[30].
- Philippe de Golbéry (1786-1854),  juriste et homme politique français, auteur de nombreuses publications érudites, consacrées notamment à l'Antiquité, à l'histoire de l'Alsace et à la préservation des édifices historiques, s'est marié en 1812, à Commenchon.

## Pour approfondir